# Monastero del Tango
Il monastero del Tango è un monastero buddista situato 14 km a nord della città di Thimphu, la capitale del Bhutan. Fu fondato da Phajo Drugom Zhigpo nel XIII secolo e costruito nella sua forma attuale nel 1688 da Tenzin Rabgye, quarto Druk Desi del paese. È ritenuto un luogo sacro dai monaci che vi vivono, poiché nel 1616 nelle grotte vicine all'attuale monastero meditò lo Shabdrung Ngawang Namgyal.

## Etimologia
La parola tango vuol dire "testa di cavallo" in un dialetto locale. Questo nome deriva dal fatto che il monastero è consacrato a Hayagriva, un avatar del dio Visnù che per l'appunto ha una testa equina.

## Storia

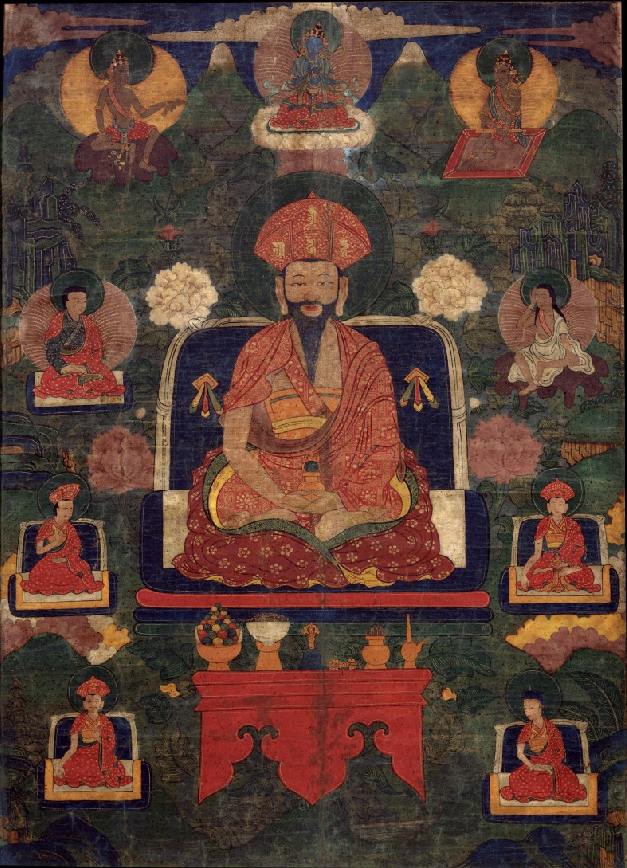
Lo Shabdrung Ngawang Namgyal, ritenuto il padre del Bhutan moderno, meditò per molti anni nelle grotte presenti nell'area dove oggi sorge il monastero del Tango.

Secondo una leggenda locale, Phajo Drugom Zhigpo, propugnatore degli insegnamenti di Dodeyna che era in visita in questo luogo durante la sua missione di insegnamento, udì il nitrito di un cavallo. Contemporaneamente, vide la rupe sotto forma del dio Hayagriva inghiottita dalle fiamme. La divinità che apparve davanti a Zhigpo profetizzò che il luogo era destinato ad ospitare un monastero per la meditazione. La profezia prevedeva anche che Zhigpo avrebbe sposato una ḍākinī di nome Khando Sonam Peldon e fondato la scuola Kagyu in Bhutan. Al di là della leggenda, le prime notizie storiche su questo luogo risalgono all'VIII secolo, quando Padmasambhava lo visitò alla ricerca di una manifestazione di Hayagriva.
Successivamente, Ngawang Namgyal arrivò in Bhutan dal Tibet nel 1616 all'età di 23 anni. Egli apparteneva ad una famiglia nobile e fin da giovane aveva raggiunto la fama di illuminato predicatore del Dharma. Durante il suo viaggio verso il Bhutan, subì un attacco da parte dell'esercito tibetano, ordinato dai suoi nemici appartenenti alla dinastia Tsangpa. Tuttavia, in virtù delle sue abilità nel campo dell'arte tantrica, soggiogò i suoi nemici e alla fine del conflitto si ritirò a meditare nelle caverne del Monastero del Tango. In questo periodo, la dinastia Tsangpa conobbe pesanti sconfitte e gravi difficoltà che porteranno man mano alla sua caduta, ma Ngawang Namgyal interpretò questo avvenimento come un effetto dei suoi elevati poteri spirituali perfezionati dalla meditazione e celebrò questa "vittoria" scrivendo i suoi successi componendo un'opera intitolata "Nga Chudugma o I miei sedici successi".
In seguito, Ngawang Namgyal adottò il titolo di Dujom Dorjee e consolidò il suo potere, ritornando periodicamente nel monastero del Tango per meditare in solitudine. Tuttavia, durante questo periodo il padre di Namgyal, Tenpai Nima, morì ed egli portò il corpo del genitore nella grotta e lo cremò.
Qualche anno dopo la morte Namgyal nel 1651, il Monastero del Tango fu ricostruito nella sua forma attuale tra il 1688 e il 1689 per volere di Tenzin Rabgye, quarto Druk Desi del Bhutan, e fu ulteriormente ampliato nei secoli successivi. Restaurato e dotato di una scuola di buddhologia nella seconda metà del XX secolo, il monastero ha subito gli ultimi lavori di ammodernamento negli anni 1990. Oggi è gestito come scuola monastica di livello educativo superiore.

## Il monastero nelle leggende
Secondo una leggenda locale, la posizione del monastero corrisponde al luogo sacro in cui Avalokiteśvara si è rivelato come "la forma auto-emanata di Hayagriva Adirato", nonostante le profezie dicessero che ciò sarebbe avvenuto in Tibet.

## Architettura
Il monastero del Tango è costruito nello stile tradizionale degli dzong bhutanesi e presenta un caratteristico muro esterno semicircolare e una prominente torre principale con rientranze. Esso ricopre le caverne in cui originariamente avvenivano meditazioni e miracoli giù a partire dal XII secolo. Dietro la serie di ruote di preghiera vi sono della lastre di ardesia incise. All'interno del cortile c'è una galleria che illustra i leader del lignaggio Drukpa Kagyupa.

### Grotte
Le grotte, presenti da prima che sorgesse la struttura del monastero così com'è adesso, sono il luogo in cui i santi meditarono a partire dal XII secolo. La parete rocciosa identificata come "Testa di cavallo", "Tango" o "Hayagriva" è parte integrante della roccia delle caverne, che si sviluppano su due livelli: le grotte inferiori e superiori, unite da uno stretto passaggio centrale di origine naturale. La caverna centrale è conosciuta localmente come "la caverna di una ḍākinī che contiene triangoli rossi e neri e una dimora divina naturale".
Le pareti rocciose a diversi livelli mostrano figure del sole, della luna e del demone Matramrutra. Altre forme divine emanate che si identificano all'interno delle caverne consistono in: un lungo passaggio cavernoso nel seminterrato che fa una distinzione tra il bene e il male ; la parete sporgente sotto forma di Hayagriva che si affaccia direttamente sulla valle e presenta Abhicarya in forme feroci; un tempio di Hayagriva al livello inferiore; immagini di cristallo di divinità tutelari; un Hayagriva a tre facce (scoperto da Ngawang Tenzin); una lastra di pietra con impronta di una dakini (la figlia più giovane di Ngawang Tenzin); un tempio di Mahakala a quattro mani nella grotta superiore creata dallo Shabdrung, una grotta pericolosa nella parte inferiore - un luogo adatto per gli eremiti; e un grande albero di sandalo citrino, considerato come bastone da passeggio che fu piantato da Phajo Drukgom con la profezia per cui "questo sarà il centro da cui si diffonderà la dottrina". C'è anche un chörten vicino ai cipressi dove morì Khando Sonam Peldon, i cui averi sono qui custoditi di fianco al Tandin Nye, un tempio costruito da Phajo dopo la sua meditazione.

### Monastero e templi interni

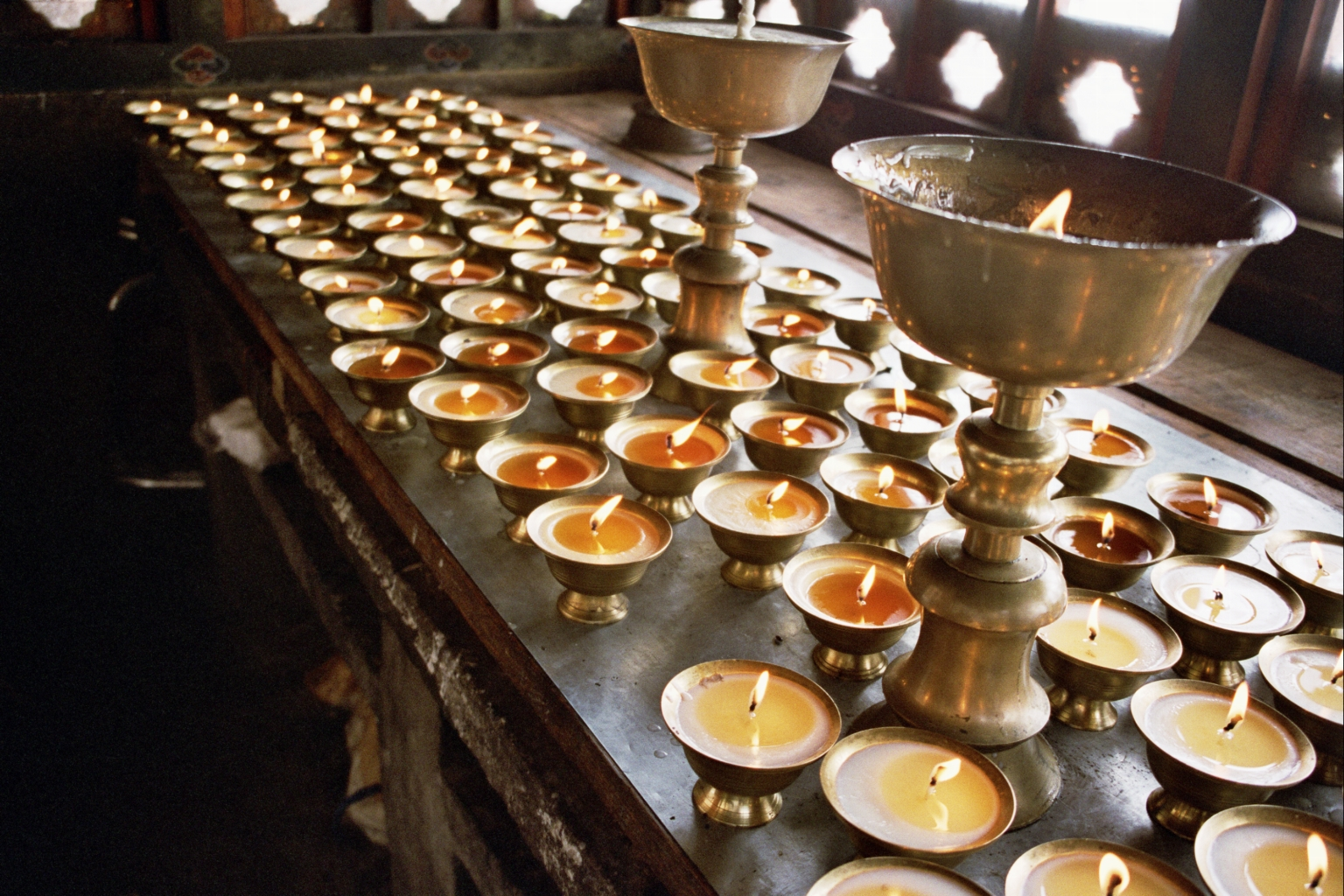
Lampade a burro accese nel tempio del monastero

Il monastero a 12 angoli fu costruito sotto la direzione di Gyalse Tenzin Rabgyein in un breve lasso di tempo di due mesi. Fondamentalmente il monastero ha sei templi in particolare, il Trulku Lhakhang, il Longku Lhakhang, il Choeku Lhakhang, il Guru Lhakhang, il Namsey Lhakhang e il Gonkhang (cappella interna dedicata a una divinità), tutti dislocati su più piani.
Al piano terra nel Tulku Lhakhang, si trova una statua del Buddha fatta in oro e rame grande circa tre volte l'altezza di un uomo. Un'altra statua notevole è quella di Maitreya, grande il doppio di un uomo, insieme a statue a grandezza naturale degli 8 principali figli spirituali del Buddha (Jang Sem Nye Wai Say Chen Gyad, Chador, Chenrizig, Namkhai Nyingpo, Dripa Namsel, Saye Nyingpo, Jamba e Jampel Zhenu Jurpa). Altri oggetti di venerazione nel monastero sono pietre con diverse incisioni, tra cui un'impronta di Jetsuen Tenzinma, figlia di Ngawang Tenzin, e orme di cavalli, capre e pecore. Un altro tempio adiacente, il Gonkhang, è dedicato al culto di Mahakala dalle quattro mani, di cui una rappresentata nell'atto di sorreggere il teschio che si dice sia appartenuto al re tibetano Trhisong Detsen.
Al secondo piano, sorge una statua di Avalokiteśvara - il Buddha della compassione - realizzata in oro e rame. Anche su questo piano sono visibili il tempio di Guru Rinpoche e il palazzo Namse.
Al terzo piano ci sono i templi del Dharmakāya e una statua in oro e rame di Amitabha Buddha, la cui immagine è affiancata da una statua di Ngawang Namgyal e una figura di argilla a grandezza naturale di Gyalse Tenzin Rabgye. La camera da letto di Gyalse Tenzin Rabgye si trova a destra dei templi. Al centro di questa stanza c'è l'immagine di Guru Rinpoche. Una serie di dipinti sulle pareti della stanza rappresenta santi in lacrime, un'espressione di dolore per la scomparsa di Gyalse Tenzin Rabgye. C'è anche l'immagine fatta da sé di Trulku Jampel Yamtsho. Le pitture murali sono visibili su tutti e tre i piani del monastero.

## Festività
Lo Yarney (dall'unione delle parole "Yar", "Estate" + "Ney", "Soggiornare") rappresenta il periodo di ritiro estivo dei monaci ed è un importante festività con cadenza annuale che si tiene nel monastero del Tango. Celebrato per la prima volta nel 1967, esso solitamente ha inizio dal 15º giorno del 6º mese del calendario bhutanese e si conclude il 30º giorno del 7º mese, periodo che nel calendario gregoriano corrisponde all'incirca a fine agosto-inizio settembre. Durante questo periodo, che dura un mese e mezzo, i monaci osservano voti speciali e seguono regole monastiche più rigide di quelle solitamente osservate. Tradizionalmente, durante lo Yarney i monaci indossano vesti cerimoniali gialle, eseguono canti e preghiere particolarmente elaborati prima e dopo aver mangiato (mangiando i pasti dalle ciotole per l'elemosina), saltano il pasto pomeridiano e non lasciano il monastero. Si ritiene, infatti, che tali osservanze aiutino ad accumulare grandi meriti. Tuutavia, i monaci possono comunque accettare eventuali offerte di cibo da parte dei laici.